# 花旗银行大楼 (天津)
花旗银行大楼是花旗银行在中国天津建造的分行大楼。该分行开设于1918年，选址在天津英租界的主要街道维多利亚道（今解放北路90号），作为天津租界时代留存下来的重要建筑之一，该建筑目前是天津市文物保护单位和特殊保护等级历史风貌建筑。

## 建筑
天津花旗银行大楼门前由四根爱奥尼克式立柱构成开放式柱廊。其厅内墙面有壁柱，在顶部有欧式雕饰，整体建筑为西洋古典风格。

## 内部链接
- 花旗银行
- 花旗银行大楼 (汉口)